# Llista de cràters lunars
En aquest article només es mostra els noms oficials aprovats per la Unió Astronòmica Internacional (UAI).
Aquesta és una llista dels 1629 cràters d'impacte lunars que han estat anomenats per la UAI. La convenció per anomenar aquests accidents selenogràfics és la d'utilitzar els noms de científics, erudits, artistes i exploradors que hagin fet contribucions destacades o fonamentals en el seu camp. També s'anomenen certs cràters en honor de cosmonautes russos i astronautes estatunidencs.

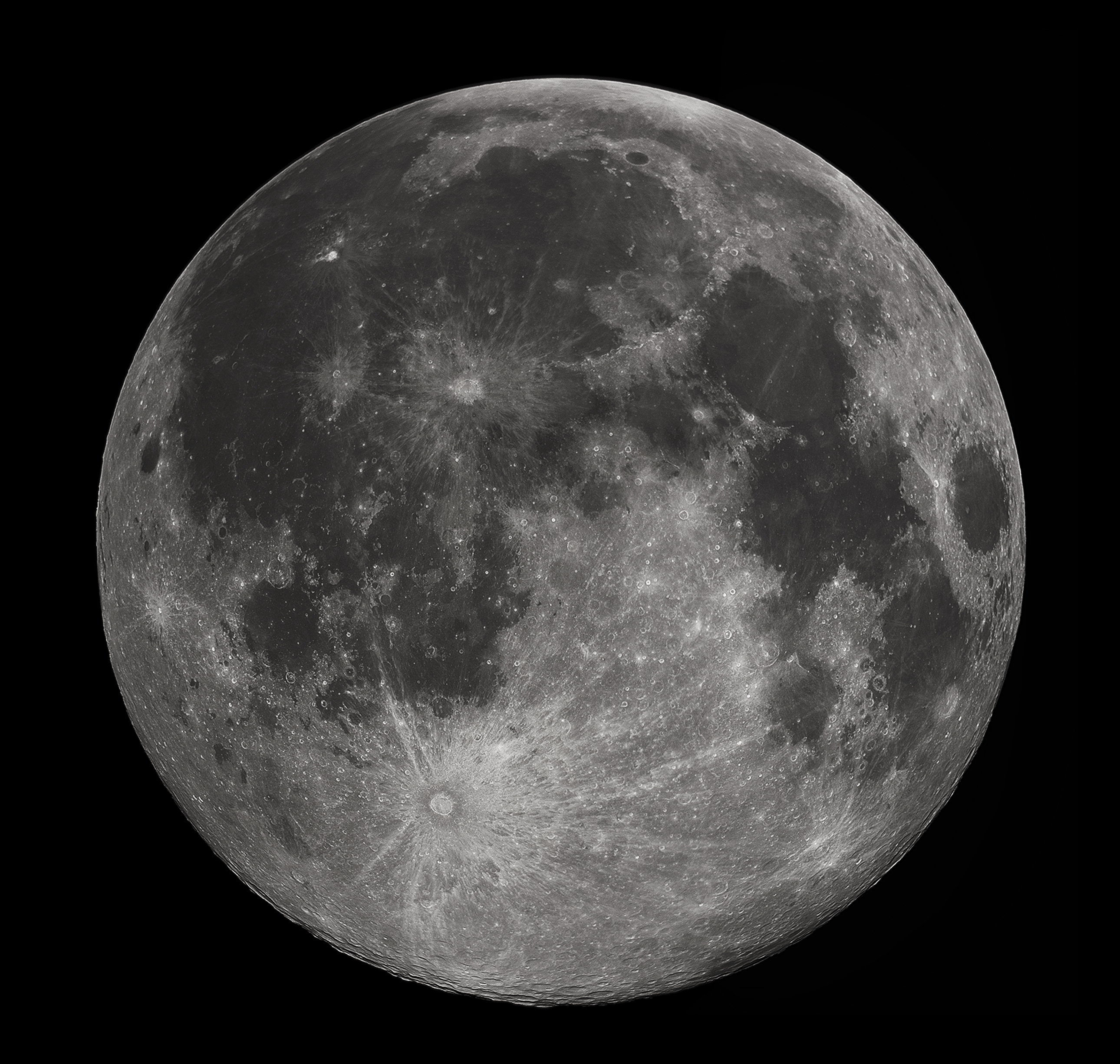
Imatge de la Lluna
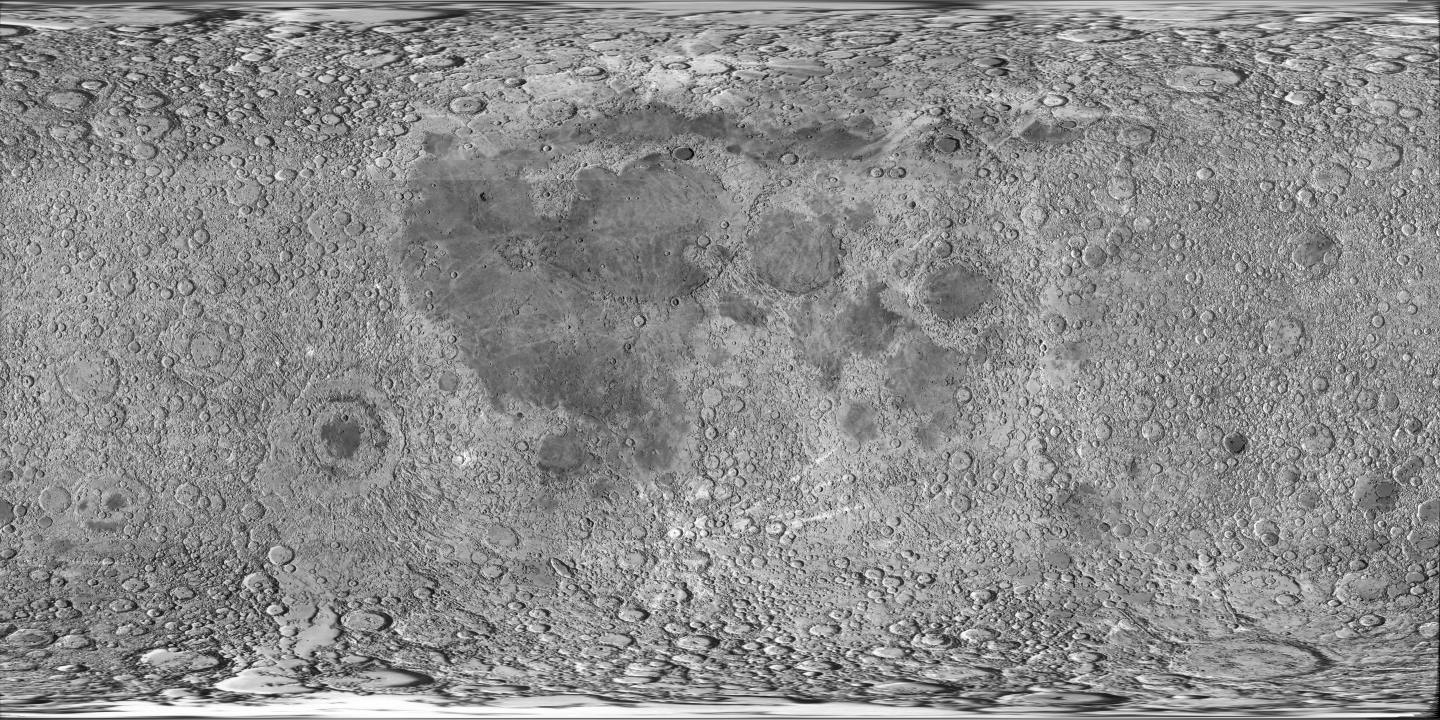
Mapa topogràfic de la Lluna

## Catàleg de cràters amb nom
El catàleg de cràters lunars amb nom es divideix en set llistes parcials:
- Llista de cràters de la Lluna: A-B
- Llista de cràters de la Lluna: C-F
- Llista de cràters de la Lluna: G-K
- Llista de cràters de la Lluna: L-N
- Llista de cràters de la Lluna: O-Q
- Llista de cràters de la Lluna: R-S
- Llista de cràters de la Lluna: T-Z

Els noms s'agrupen en taules per a cada lletra de l'alfabet, que conté el nom del cràter, coordenades, diàmetre en quilòmetres, epònim, i una referència directa al Gazetteer of Planetary Nomenclature. Quan un cràter té associat cràters satèl·lit, aquests es detallen a les pàgines principals de descripció del cràter.
| A · B · C · D · E · F · G · H · I · J · K · L · M · N · O · P · Q · R · S · T · U · V · W · X · Y · Z |

## Estadístiques
El 2019, els 1624 cràters amb nom de la Lluna representaven el 29,67% dels 5475 cràters amb nom del Sistema Solar. Altres cossos amb cràters amb nom són Amaltea (2), Ariel (17), Cal·listo (142), Caront (6), Ceres (115), Dàctil (2), Deimos (2), Dione (73), Encèlad (53), Epimeteu (2), Eros (37), Europa (41), Febe (24), Fobos (17), Ganímedes (132), Gaspra (31), Hiperió (4), Ida (21), Itokawa (10), Janus (4), Japet (58), Lutècia (19), Mart (1124), Mathilde (23), Mercuri (402), Mimas (35), Miranda (7), Oberó (9), Plutó (5), Proteu (1), Puck (3), Rea (128), Šteins (23), Tebe (1), Terra (190), Tetis (50), Tità (11), Titània (15), Tritó (9), Umbriel (13), Venus (900), i Vesta (90).

## Cràters lunars destacats
Ubicacions i diàmetres d'alguns cràters destacats a la cara visible de la Lluna:

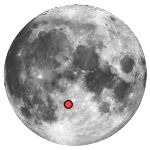
Albategnius (131 km)
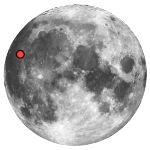
Aristarchus (40 km)
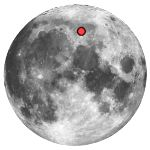
Aristòtil (88 km)
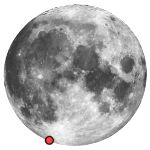
Bailly (301 km)
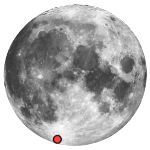
Clavius (231 km)
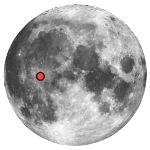
Copernicus (96 km)
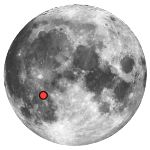
Fra Mauro (97 km)
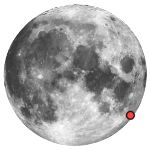
Humboldt (199 km)
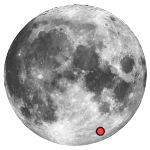
Janssen (201 km)
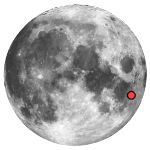
Langrenus (132 km)
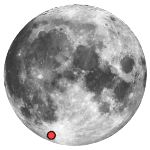
Longomontanus (146 km)
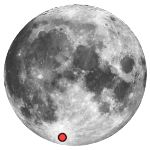
Maginus (156 km)
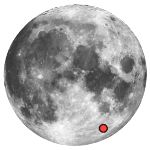
Metius (84 km)
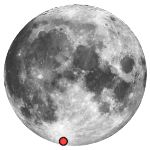
Moretus (114 km)
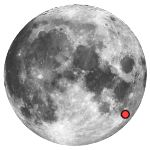
Petavius (184 km)
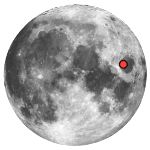
Picard (22 km)
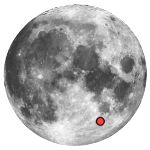
Piccolomini (88 km)
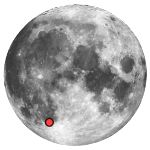
Pitatus (101 km)
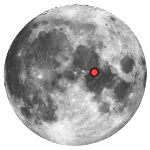
Plinius (41 km)
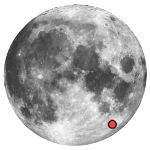
Rheita (71 km)
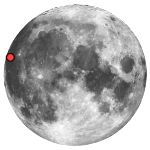
Russell (103 km)
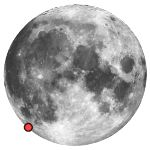
Schickard (212 km)
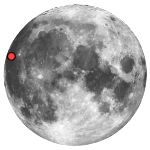
Seleucus (45 km)
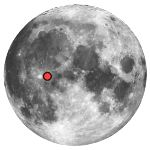
Stadius (68 km)
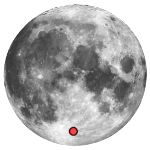
Stöfler (130 km)
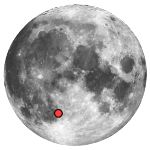
Thebit (55 km)
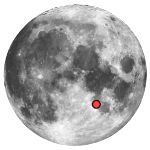
Teòfil (99 km)
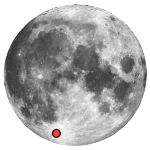
Tycho (85 km)
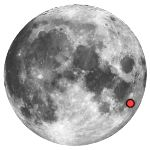
Vendelinus (141 km)
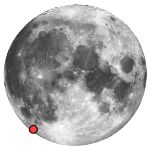
Wargentin (85 km)